# Via Nomentana

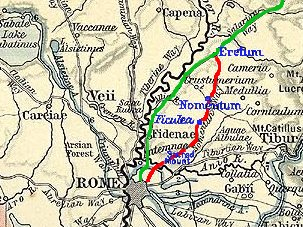

Via Nomentana je římská cesta v Itálii, vedoucí severovýchodně z Říma do Nomenta (dnešní Mentana). Její délka je 23 km. Původně nesla jméno Via Ficulensis podle vesnice Ficulea, vzdálené asi 13 km od Říma, následně byla rozšířena až do Nomenta, ale nikdy se nestala významnou cestou a několik kilometrů za Nomentem splývala s Via Salaria. Až do Nomenta je kopírována moderní silnicí, ale některé úseky dláždění se zachovaly dodnes.

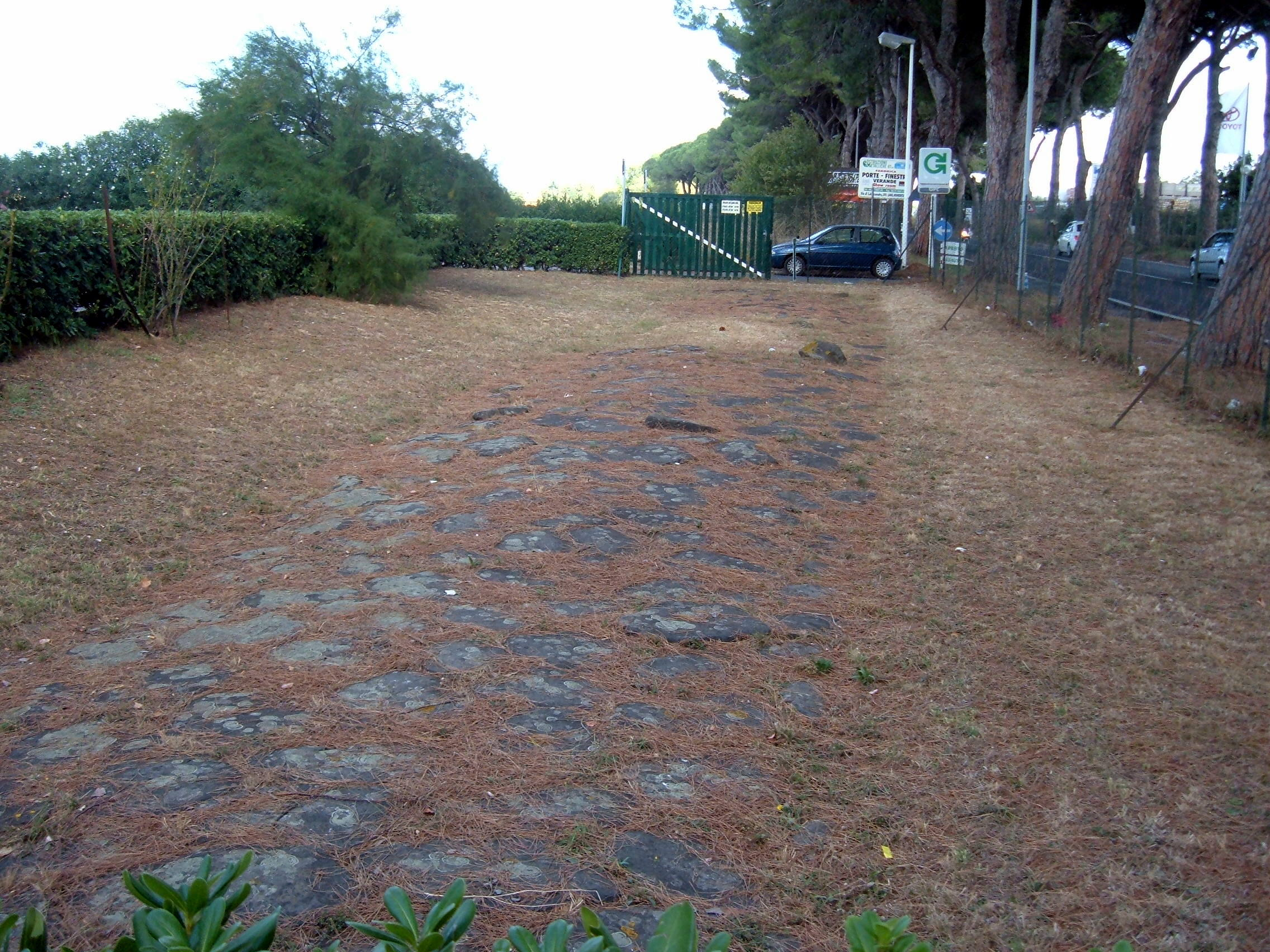
Jeden z dochovaných úseků

Původně začínala u dnes zničené brány Porta Collina v Serviově hradbě. Papež Pius IV se rozhodl začátek cesty přemístit a k tomuto účelu nechal vystavět Porta Pia.

## Římský most
Na cestě se nachází Ponte Nomentano, opevněný most pocházející z doby Římské říše.